# Ophthalmoconalia
Ophthalmoconalia là một chi bọ cánh cứng trong họ Mordellidae.
Chi này được miêu tả khoa học năm 1968 bởi Ermisch.

## Các loài
Chi này gồm các loài:
- Ophthalmoconalia castanea Ermisch, 1968
- Ophthalmoconalia strandi Horák, 1994